# Luis Franco y Salinas
Luis Franco y Salinas (Valencia, 1850-Barcelona, 1897) fue un pintor español.

## Biografía
Nació en 1850. Natural de Valencia, fue discípulo de la Escuela de Bellas Artes de su ciudad natal y de Bernardo Ferrándiz. En la Exposición regional celebrada en 1867 presentó Un retrato, por el que obtuvo mención honorífica. En la de 1871 Un bautizo y El correo fraudulento. En 1872 concurrió a la Exposición de Valencia con su cuadro El Cardenal Adriano recibiendo a los jefes de las germanías, que fue premiado y adquirido por la Sociedad Económica.
Fueron también suyos Premio y castigo (propiedad del Duque de Bailón); Barrancas del lazareto; Una cordelera, Cambio de parejas de la Guardia civil, premio
de segunda clase en la Exposición de 1876 y adquirido por el rey; Retrato de la señorita M. de V.; Lección de piano y Una boda valenciana a fines del siglo pasado, que figuraron en la citada exposición; el último era propiedad del marqués de Monistrol; Revista militar verificada en 1876 en Madrid, pintado para el príncipe de Gales por encargo del rey Alfonso XII; Una casa de préstamos, Las delicias del hogar, Galantería flamenca, propiedad del rey; En amena conversación, propiedad de la infanta Isabel; La inocencia, Él la convencerá (reproducido en la Galería Artística de Barcelona); La Romántica, El fumador de pipa, Sorprendida, Recuerdos de una quinta y otros muchos trabajos con que concurrió a Exposiciones de carácter particular celebradas en Madrid. Falleció en 1897, en Barcelona. Ossorio y Bernard recoge su segundo apellido como «Solines».